# Nephelauxetischer Effekt
Der nephelauxetische Effekt ist ein Begriff aus der Koordinationschemie der Übergangsmetalle. Er bezieht sich auf die Beobachtung, dass der Racah-Parameter B abnimmt, wenn ein freies Ion eines Übergangsmetalls eine Verbindung mit Liganden eingeht.
Das Abnehmen des Racah-Parameters deutet darauf hin, dass die Abstoßung zweier Elektronen in einem doppelt besetzten d-Orbital geringer ist als im jeweiligen gasförmigen Metallion, was darauf hindeutet, dass das Atomorbital im Komplex größer ist als im Ion. Mögliche Erklärungen für diesen Elektronenwolken erweiternden Effekt sind:
- Die effektive Ladung des Metalls verringert sich durch den Einfluss der elektronenziehenden Liganden, dadurch können sich die d-Orbitale leichter ausdehnen.

- Durch das Überlappen der Orbitale und das Ausbilden einer kovalenten Bindung vergrößert sich das Orbital, da aus zwei Atomorbitalen ein Molekülorbital gebildet wurde. Das Modell Teilchen im Kasten (TiK) veranschaulicht den Energiegewinn des Elektrons im größeren System.

Experimentelle Untersuchungen zeigen, dass der nephelauxetische Effekt folgender Reihe folgt:
F− < H2O < NH3 < en < [NCS - N]− < Cl− < [CN]− < Br− < I−
Der Effekt hängt nicht nur vom Liganden ab, bei gleichbleibendem Ligand folgt der Effekt folgender Reihe 
Mn(II) < Ni(II) ≈ Co(II) < Mo(II) < Re(IV) < Fe(III) < Ir(III) < Co(III) < Mn(IV)